# ビビディ・バビディ・ブー
ビビディ・バビディ・ブー（英語: Bibbidi-Bobbidi-Boo）は、ディズニー映画『シンデレラ』で使われた魔法の歌として有名なノベルティソングである。1948年、作曲担当のアル・ホフマン、マック・デビッド、作詞担当のジェリー・リビングストンによって製作され、1950年に作中でフェアリー・ゴッドマザー役のヴェルナ・フェルトンによって歌われた。
数々の歌手やイベントで歌われてきたが、2015年にディズニーが製作・公開した実写版の『シンデレラ』でも使用されている。

## レコード
シンデレラ役であったアイリーン・ウッズが歌った曲は、1949年10月26日にハリウッドで収録され、RCAヴィクターレコードのカタログナンバー 31-00138B、そして EMI His Master's Voice レーベルのカタログナンバー B 9970, SG 2371, HM 3755 and JM 2678 としてリリースされた。
ペリー・コモとフォンテーン・シスターズによるレコード（裏面は「夢はひそかに」）は、ビルボードチャート14位で最も人気のあるバージョンとなった。また、ジョー・スタッフォードとゴードン・マクレイによるレコードは、7週連続ビルボードチャートに上り最高19位を記録した。これらすべての曲を収録したレコードは、キャッシュボックスレコード売上チャート7位を記録した。

## 歌詞
この曲の歌詞「Salagadoola mechicka boola bibbidi-bobbidi-boo」に特定の語源や意味等はない。1948年に収録されたが、1950年の劇中では使用されなかったフレーズが存在する。

## 日本語版
1952年5月、江利チエミのSPレコードシングル「ツゥー・ヤング」 (Too Young) のB面曲として「ビビディ・ボビディ・ブー」（当時のシングル盤、キングレコード C-806での表記）が発表された。日本語訳詞は音羽たかし。江利チエミのベスト・アルバムに「ビビディ・バビディ・ブー」の表記で収録されることがある。1959年に公開された江利の主演映画『サザエさんの脱線奥様』でも、江利扮するフグ田サザエが大阪へ行く場面で替え歌を歌っている。
同じく音羽たかしの訳詞で内容は若干異なるものが、伊集加代子と東京混声合唱団によって歌われている（初出時期不明）。
また、青木爽が訳詞し、スリー・グレイセスが歌唱したものが、1962年12月から1963年1月までNHKの『みんなのうた』で放送された。この青木による訳詞版は、同じくNHKの『歌のメリーゴーラウンド』やフジテレビの『ママとあそぼう!ピンポンパン』（酒井ゆきえ時代）でも放送された。
DVD吹き替え版では、片桐和子の訳詞が使用されている。その他の訳詞も存在する。
2021年にはコレナンデ商会でもカバーされた。

## 俗説
Bibbidi-bobbidi-booがロシアの小説家、イワン・ツルゲーネフの作品に由来するという説は、事実ではない。1975年に翻訳したマービン・ケイが登場人物の「悪魔の孫娘」を「Bibbidibobbidibu」としたが、原作では「Babebibobu」（キリル文字：Бабебибобу）である。

### 関連作品
- 日本全国酒飲み音頭 - 作者のベートーベン鈴木によると、『ビビディ・バビディ・ブー』の替え歌が元になっている

ウォルト・ディズニー作品中のナンセンス詩楽曲
- スーパーカリフラジリスティックエクスピアリドーシャス
- ジッパ・ディー・ドゥー・ダー